# Ironman (triatlon)
De Ironman is een serie wedstrijden van de klassieke langeafstandstriatlon, georganiseerd door de World Triathlon Corporation (WTC). Het WTC is geen (inter)nationale vereniging, maar een sportmarketingbedrijf uit Florida. Het vermarkt als licentieverschaffer wedstrijden zoals de Ironman Triathlon (hele triatlon), de Ironman 70.3 (vergelijkbaar met een halve triatlon), en de 5150-reeks (vergelijkbaar met een kwarttriatlon). Het bedrijf doet dit onder meer via het Ironman-logo, de zogenaamde 'M-dot'.
De Ironmanwedstrijd bestaat uit de typische triatlonafstanden: 3,86 km Zwemmen, gevolgd door 180,2 km Wielrennen (niet-stayeren), en 42,195 km Hardlopen. De ironman 70.3 volgt de indeling van een halve triatlon: 1,9 km zwemmen, 90 km fietsen en 21,1 km hardlopen.
Alle wedstrijden in het Ironman circuit fungeren als kwalificatiewedstrijden voor het Ironman Wereldkampioenschap, dat van 1978 tot 2022 werd gehouden in Kailua (Hawaï) en sinds 2023 in Nice, Zuid-Frankrijk.
De snelste tijd bij de mannen is met 7:21,12 in handen van de Noor Kristian Blummenfelt en geldt als het huidige wereldrecord. Deze prestatie behaalde hij in 2021 bij de Ironman Cozumel in Mexico. Het wereldrecord op de Ironman bij de vrouwen is in handen van Daniela Ryf. Haar 8:08,21 zette ze neer bij de Challenge Roth in 2023.

## Ironmanwedstrijden

### Huidige circuit
update: 25 februari 2023
| Wedstrijd                                          | Plaats             | Land                | Volgende wedstrijd | Eerste editie | Titelhouder           | Titelhouder          |
| Wedstrijd                                          | Plaats             | Land                | Volgende wedstrijd | Eerste editie | Mannen                | Vrouwen              |
| -------------------------------------------------- | ------------------ | ------------------- | ------------------ | ------------- | --------------------- | -------------------- |
| Ironman Tallinn                                    | Tallinn            | Estland             | 24 augustus 2024   | 2018          | Mikal Iden            | Corinne Abraham      |
| Ironman Emilia Romagna                             | Cervia             | Italië              | 21 september 2024  | 2017          | Cameron Wurf          | Carolin Lehrieder    |
| Ironman Cairns (Aziatisch-Pacifisch kampioenschap) | Cairns             | Australië           | 18 juni 2023       | 2012          | Braden Currie         | Teresa Adam          |
| Ironman Texas                                      | Waco               | Verenigde Staten    | 22 april 2023      | 2011          | Patrik Nilsson        | Daniela Ryf          |
| Ironman Florida                                    | Panama City Beach  | Verenigde Staten    | 4 november 2023    | 2002          | Joe Skipper           | Jacqui Giuliano      |
| Ironman Portugal                                   | Cascais            | Portugal            | 21 oktober 2023    | 2020          | -                     | -                    |
| Ironman Brazil                                     | Florianópolis      | Brazilië            | 28 mei 2023        | 2004          | Andy Potts            | Sarah Piampiano      |
| Ironman Zuid-Afrika (Afrikaans kampioenschap)      | Nelson Mandelabaai | Zuid-Afrika         | n.n.b. 2023        | 2005          | Ben Hoffman           | Lucy Charles-Barclay |
| Ironman Arizona                                    | Tempe              | Verenigde Staten    | 19 november 2023   | 2005          | Jan Stepinski         | Sarah Crowley        |
| Ironman Cozumel                                    | Cozumel            | Mexico              | 19 november 2023   | 2009          | Tyler Butterfield     | Carrie Lester        |
| Ironman West-Australië                             | Busselton          | Australië           | 3 december 2023    | 2004          | Alistair Brownlee     | Teresa Adam          |
| Ironman Argentinië (Zuid-Amerikaans kampioenschap) | Mar del Plata      | Argentinië          | n.n.b. 2023        | 1985          | Thomas Galindez       | Elizabeth Duncombe   |
| Ironman Nieuw-Zeeland                              | Taupo              | Nieuw-Zeeland       | 2 maart 2024       | 1985          | Joe Skipper           | Teresa Adam          |
| Ironman Taiwan                                     | Penghu             | Taiwan              | n.n.n. 2023        | 2015          | Taihei Kamiya         | Nijina Magosaki      |
| Ironman Australië                                  | Port Macquarie     | Australië           | 6 mei 2023         | 1985          | Cameron Wurf          | Laura Siddall        |
| Ironman Lanzarote                                  | Lanzarote          | Spanje              | 20 mei 2023        | 1992          | Andreas Böcherer      | Michelle Vesterby    |
| Ironman Tulsa                                      | Tulsa              | Verenigde Staten    | 21 mei 2023        | 2021          | -                     | -                    |
| Ironman Filipijnen                                 | Subicbaai          | Filipijnen          | 11 juni 2023       | 2018          | Nicholas Baldwin      | Liz Blatchford       |
| Ironman Hamburg                                    | Hamburg            | Duitsland           | 4 juni 2023        | 2017          | Kristian Høgenhaug    | Susie Cheetham       |
| Ironman Frankrijk                                  | Nice               | Frankrijk           | 25 juni 2023       | 2005          | James Cunnama         | Carrie Lester        |
| Ironman Coeur d'Alene                              | Coeur d'Alene      | Verenigde Staten    | 25 juni 2023       | 2003          | Mark Saroni           | Haley Cooper-Scott   |
| Ironman Frankfurt (Europees kampioenschap)         | Frankfurt am Main  | Duitsland           | 29 juni 2025       | 2002          | Jan Frodeno           | Skye Moench          |
| Ironman Oostenrijk                                 | Klagenfurt         | Oostenrijk          | 18 juni 2023       | 2005          | Daniel Bækkegård      | Daniela Ryf          |
| Ironman Verenigd Koninkrijk                        | Bolton             | Verenigd Koninkrijk | 2 juli 2023        | 2006          | Brian William Fogarty | Emma Wardall         |
| Ironman Zwitserland                                | Thun               | Zwitserland         | 9 juli 2023        | 1996          | Jan Van Berkel        | Katrin Esefeld       |
| Ironman Vitoria-Gasteiz                            | Vitoria-Gasteiz    | Spanje              | 16 juli 2023       | 2019          | Eneko Llanos          | Heather Jackson      |
| Ironman Lake Placid                                | Lake Placid        | Verenigde Staten    | 23 juli 2023       | 1999          | Matt Russell          | Kirsten Schut        |
| Ironman Finland                                    | Kuopio-Tahko       | Finland             | n.n.b. 2023        | 2021          | -                     | -                    |
| Ironman Ierland                                    | Cork               | Ierland             | 20 augustus 2023   | 2019          | Alistair Brownlee     | Emma Bilham          |
| Ironman Kazachstan                                 | Nur-Sultan         | Kazachstan          | 2 juli 2023        | 2021          | -                     | -                    |
| Ironman Zweden                                     | Kalmar             | Zweden              | 19 augustus 2023   | 2012          | Boris Stein           | Jessica Fridlund     |
| Ironman Kopenhagen                                 | Kopenhagen         | Denemarken          | 20 augustus 2023   | 2013          | Philipp Herber        | Anne Haug            |
| Ironman Mont-Tremblant                             | Mont-Tremblant     | Canada              | 20 augustus 2023   | 2012          | Cody Beals            | Carrie Lester        |
| Ironman Vichy                                      | Vichy              | Frankrijk           | 20 augustus 2023   | 2015          | Luc Gabison           | Helga Sibick         |
| Ironman Canada                                     | Penticton          | Canada              | 27 augustus 2023   | 1983          | Raynard Picard        | Heather Wurtele      |
| Ironman Wales                                      | Pembrokeshire      | Wales               | 3 september 2023   | 2011          | Matt Trautman         | Lucy Gossage         |
| Ironman Wisconsin                                  | Madison            | Verenigde Staten    | 10 september 2023  | 2002          | Emilio Aguayo Muñoz   | Linsey Corbin        |
| Ironman Chattanooga                                | Chattanooga        | Verenigde Staten    | 24 september 2023  | 2014          | Sam Long              | Angela Naeth         |
| Ironman Barcelona                                  | Barcelona          | Spanje              | 1 oktober 2023     | 2014          | Florian Angert        | Sara Svensk          |
| Ironman Hawaï (Wereldkampioenschap)                | Kailua             | Verenigde Staten    | 14 oktober 2023    | 1978          | Jan Frodeno           | Anne Haug            |
| Ironman Californië                                 | Sacramento         | Verenigde Staten    | 22 oktober 2023    | 2021          | -                     | -                    |
| Ironman Maleisië                                   | Langkawi           | Maleisië            | 7 oktober 2023     | 2006          | Javier Gomez          | Maki Nishioka        |
| Ironman Gurye                                      | Gurye              | Zuid-Korea          | 10 september 2023  | 2017          | Andrey Yatskov        | Lee Jihyun           |
| Ironman Maryland                                   | Cambridge          | Verenigde Staten    | 16 september 2023  | 1978          | Quentin De Vos        | Meghan Fillnow       |

### Voormalige wedstrijden
| Wedstrijd                  | Plaats     | Land             | Laatste editie | Eerste editie |
| -------------------------- | ---------- | ---------------- | -------------- | ------------- |
| Ironman Boulder            | Boulder    | Verenigde Staten | 2019           | 2014          |
| Ironman Maastricht-Limburg | Maastricht | Nederland        | 2018           | 2015          |
| Ironman Los Cabos          | Los Cabos  | Mexico           | 2017           | 2013          |
| Ironman Fortaleza          | Fortaleza  | Brazilië         | 2016           | 2014          |
| Ironman Mallorca           | Alcúdia    | Spanje           | 2016           | 2014          |
| Ironman North Carolina     | Wilmington | Verenigde Staten | 2016           | 2016          |
| Ironman Europe             | Roth       | Duitsland        | 2001           | 1988          |